# Кнудсен, Ивонне
Иво́нне Бра́ндструп Кну́дсен-Ха́нсен (дат. Yvonne Brandstrup Knudsen-Hansen; 7 августа 1964, Гентофте) — датская гребчиха-байдарочница, выступала за сборную Дании в конце 1980-х — начале 1990-х годов. Участница двух летних Олимпийских игр, серебряная и бронзовая призёрша чемпионатов мира, многократная чемпионка регат национального значения.

## Биография
Ивонне Кнудсен родилась 7 августа 1964 года в коммуне Гентофте региона Ховедстаден. Активно заниматься греблей начала в раннем детстве, проходила подготовку в клубе гребли на байдарках и каноэ «Гладсаксе» в Люнгбю.
Первого серьёзного успеха на взрослом международном уровне добилась в 1986 году, когда впервые попала в основной состав датской национальной сборной и побывала на чемпионате мира в канадском Монреале, откуда привезла награду бронзового достоинства, выигранную в зачёте одиночных байдарок на дистанции 500 метров. Благодаря череде удачных выступлений удостоилась права защищать честь страны на летних Олимпийских играх 1988 года в Сеуле — в четвёрках на пятистах метрах финишировала в финале седьмой, тогда как в одиночках показала в решающем заезде пятый результат, немного не дотянув до призовых позиций.
В 1990 году Кнудсен выступила на мировом первенстве в польской Познани, где стала серебряной призёршей в одиночках на пятистах метрах, проиграв в финале только титулованной итальянке Йозефе Идем. Будучи в числе лидеров гребной команды Дании, благополучно прошла квалификацию на Олимпийские игры 1992 года в Барселоне — в одиночках на дистанции 500 метров сумела дойти лишь до стадии полуфиналов, в то время как в двойках вместе с младшей сестрой Йеанетте расположилась в итоговом протоколе на восьмой позиции. Вскоре по окончании этой Олимпиады приняла решение завершить карьеру профессиональной спортсменки, уступив место в сборной молодым датским гребчихам.
Впоследствии вышла замуж и сменила фамилию на Хансен.